# Joen Petri Klint

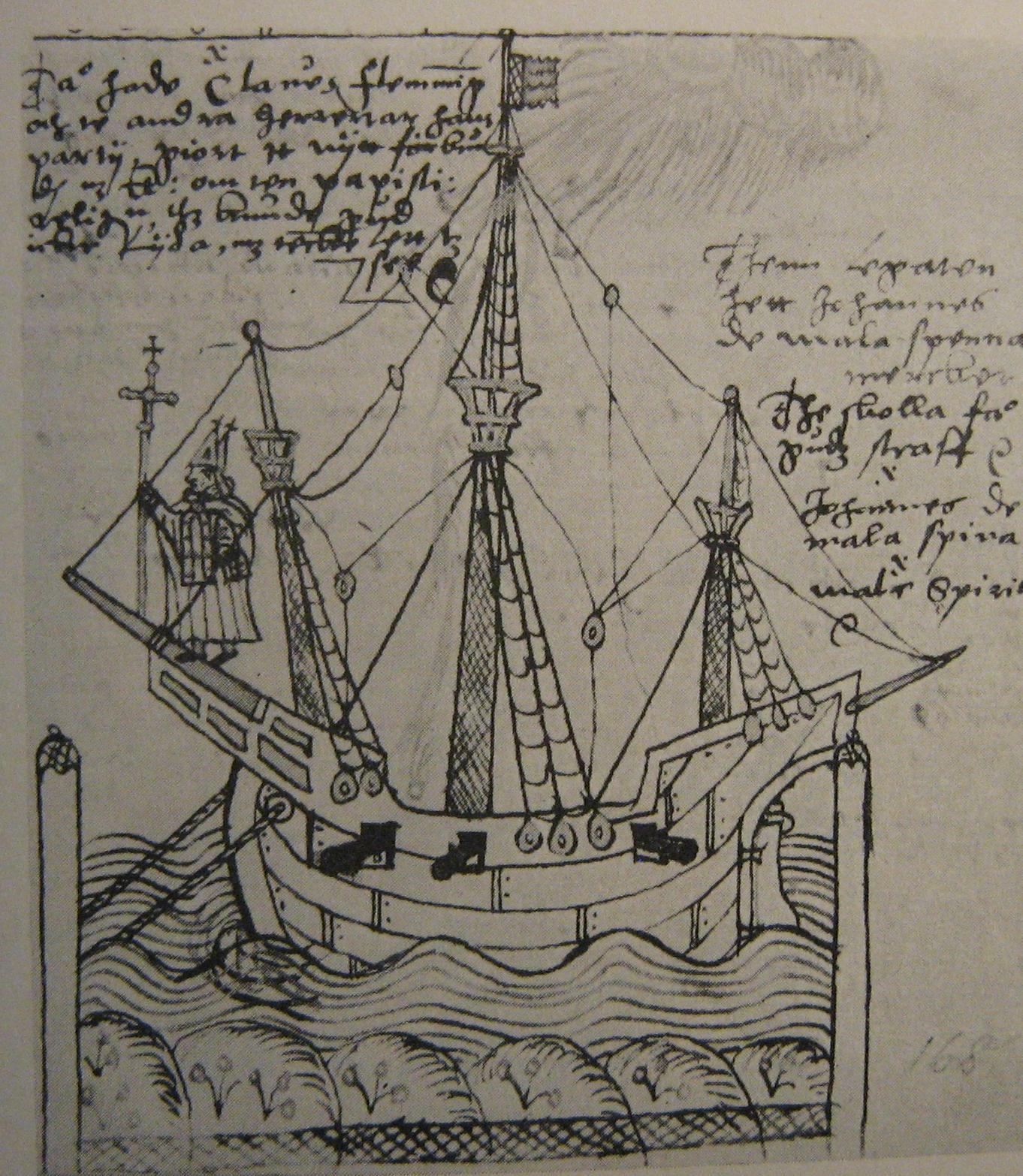
Teckning ur Joen Petri Klints Om the tekn och widunder som föregingo thet liturgiske owäsendet. Teckningen föreställer hur blixten slår ned i Germanico Malaspinas skepp, som låg i Stockholms skärgård och väntade på vind.

Joen Petri Klint, död 21 oktober 1608, var en svensk präst och historiker.

## Biografi
Klint blev student vid Uppsala universitet 1558; prästvigdes 1564 och fick tjänst, först i Linköping och sedan som kaplan åt kyrkoherde Olaus Hvit i Söderköpings församling. År 1568 blev han kyrkoherde och förlänades med Östra Stenby pastorat i Linköpings stift, där han kom att verka till sin död. 
Klint var riksdagsman och engagerad motståndare till Johan III:s kyrkopolitik, manifesterad genom Röda boken. Han deltog också i Uppsala möte 1593, med det uttalade syftet att hejda den romersk-katolska motreformationen, som befarades tillväxa i styrka efter konung Sigismunds trontillträde, då denne var bekännande katolik.

## Verk
Klint var en mycket lärd man för sin tid, och ett flertal skrifter av hans hand finns bevarade, bland annat en krönika över Gustav Vasas regering: Den svenska Krönicka om konungh Göstaffz Rigemente ifrå Anno 1520 intill Anno 1560. Verket, som är försett med åtskilliga illustrationer, bygger dock helt på tidigare krönikor. Av större värde som historisk källa är Klints bearbetning av en äldre rimkrönika över Linköpings biskopar, som han utökade från biskop Brask till Petrus Benedicti.
Klints för eftervärlden mest betydelsefulla arbete är emellertid ett egenhändigt illustrerat manuskript, som han själv kallade Om the tekn och widunder som föregingo thet liturgiske owäsendet, men som även fått namnet Om meteorer. Boken, som finns på Linköpings stifts- och landsbibliotek, påbörjades sannolikt 1587 under intryck av de eskatologiska strömningarna inför 1588 (som troddes vara ett ödesår). Boken är en järteckensamling som radar upp och beskriver allsköns mirakler och ovanliga händelser, vilka troddes återspegla Guds upprördhet över människornas synder. Samtliga järtecken är försedda med tolkningar, vilket, allt sammantaget, ger en värdefull inblick i tidens folkliga föreställningar.
Flera av dessa järtecken användes också i den religiösa propagandan, och tolkades då som Guds personliga ställningstaganden i den allt skarpare konflikten mellan lutheraner och "papister" (katoliker). Då t. ex. Katarina Jagellonicas jesuitiska biktfäder Herbestus och Possevinus anlände till Sverige, förebådades deras ankomst av fasaväckande "drakar" som syntes fara fram över himlen (fol. 74v). (Måhända rörde det sig om bolider.) Possevinus "orsakade" dessutom, emedan hans närvaro uppväckte Guds vrede, en så svår storm att grödan slogs ner och svältdöd hotade folket (fol. 70v). Vid konung Sigismunds tronkrävning 1593 följde honom den slipade kardinal Malaspina, varslad av en drake som sprutade eld över Söderköping – och då kardinalen senare lämnade landet, hade han lyckats göra Gud så förtörnad att denne slungade en åskvigg efter honom, vilken träffade skeppet (fol. 166,168). Ännu en drake 1598 (fol. 181v) bar bud om den katolske diplomaten Samuel Laskis snara ankomst till Stockholm, något som även förebådats av att en cyklopisk gris blivit född på Södermalm. Då Laski var en enögd man kunde tolkningen av detta järtecken anses vara helt säkerställd (fol. 188v). Exemplen behöver icke göras fler.
Järtecken av liknande slag noterades också i den katolska världen, men tolkades där som Guds avståndstagande från protestantismen. Faktiskt tycks också en del av de järtecken som Klint nämner ha haft katolskt ursprung – men de har av lutheranerna blivit omtolkade.
Som en kuriositet kan nämnas att Klints järteckensamling också innehåller världens äldsta kända "spökliftarsägen" (fol. 115). Spökliftaren ansågs tidigare av folklorister vara en modern sägen som uppstått i USA på 1920-talet. Den sägenvariant som finns hos Klint troddes rentav vara yngst: från 1940-talet. Klint tidfäster den dock till "februari 1602".